# Challenge Mallorca 2011
De Challenge Mallorca 2011 is een serie van vijf eendagswielrenwedstrijden, die van 6 tot en met 10 februari 2011 in Spanje werd verreden. De Challenge Mallorca maakt deel uit van de UCI Europe Tour.

## Etappe-overzicht
| Etappe | Naam                       | Datum       | Afstand  | Winnaar            | Land             | Ploeg               |
| ------ | -------------------------- | ----------- | -------- | ------------------ | ---------------- | ------------------- |
| 1e     | Trofeo Palma               | 6 februari  | 116,0 km | Tyler Farrar       | Verenigde Staten | Team Garmin-Cervélo |
| 2e     | Trofeo Cala Millor         | 7 februari  | 172,4 km | Tyler Farrar       | Verenigde Staten | Team Garmin-Cervélo |
| 3e     | Trofeo Inca                | 8 februari  | 157,2 km | Ben Hermans        | België           | Team RadioShack     |
| 4e     | Trofeo Deià                | 9 februari  | 143,0 km | José Joaquín Rojas | Spanje           | Team Movistar       |
| 5e     | Trofeo Magaluf - Palmanova | 10 februari | 158,5 km | Murilo Fischer     | Brazilië         | Team Garmin-Cervélo |

## Etappe-uitslagen

### Trofeo Palma de Mallorca
| Plaats  | Naam               | Ploeg                         | Tijd      |
| ------- | ------------------ | ----------------------------- | --------- |
| Winnaar | Tyler Farrar       | Team Garmin-Cervélo           | 02u32'24" |
| 2       | Marcel Kittel      | Skil-Shimano                  | z.t.      |
| 3       | Francisco Ventoso  | Team Movistar                 | z.t.      |
| 4       | José Joaquín Rojas | Team Movistar                 | z.t.      |
| 5       | Klaas Lodewyck     | Omega Pharma-Lotto            | z.t.      |
| 6       | Óscar Vicente      | Burgos 2016 - Castilla Y Leon | z.t.      |
| 7       | Juan José Lobato   | Andalucia - Caja Granada      | z.t.      |
| 8       | Koldo Fernández    | Euskaltel-Euskadi             | z.t.      |
| 9       | Tony Gallopin      | Cofidis                       | z.t.      |
| 10      | Dries Devenyns     | Quickstep                     | z.t.      |

### Trofeo Cala Millor
| Plaats  | Naam               | Ploeg               | Tijd      |
| ------- | ------------------ | ------------------- | --------- |
| Winnaar | Tyler Farrar       | Team Garmin-Cervélo | 04u04'11" |
| 2       | John Degenkolb     | Team HTC-High Road  | z.t.      |
| 3       | Adam Leigh Howard  | Team HTC-High Road  | z.t.      |
| 4       | Klaas Lodewyck     | Omega Pharma-Lotto  | z.t.      |
| 5       | Francisco Ventoso  | Team Movistar       | z.t.      |
| 6       | Marcel Kittel      | Skil-Shimano        | z.t.      |
| 7       | Daniel Schorn      | Team Netapp         | z.t.      |
| 8       | Robert Wagner      | Team Leopard-Trek   | z.t.      |
| 9       | Giacomo Nizzolo    | Team Leopard-Trek   | z.t.      |
| 10      | José Joaquín Rojas | Team Movistar       | z.t.      |

### Trofeo Inca
| Plaats  | Naam                | Ploeg               | Tijd      |
| ------- | ------------------- | ------------------- | --------- |
| Winnaar | Ben Hermans         | Team RadioShack     | 04u02'23" |
| 2       | Arkaitz Durán       | Geox-TMC            | z.t.      |
| 3       | Xavier Tondó        | Team Movistar       | + 00'01"  |
| 4       | Murilo Fischer      | Team Garmin-Cervélo | + 00'45"  |
| 5       | Sebastian Langeveld | Rabobank            | z.t.      |
| 6       | Ryder Hesjedal      | Team Garmin-Cervélo | z.t.      |
| 7       | Danilo Di Luca      | Katjoesja           | z.t.      |
| 8       | Juan José Cobo      | Geox-TMC            | z.t.      |
| 9       | Gorka Izagirre      | Euskaltel-Euskadi   | z.t.      |
| 10      | Tony Gallopin       | Cofidis             | z.t.      |

### Trofeo Deià
| Plaats  | Naam                | Ploeg               | Tijd      |
| ------- | ------------------- | ------------------- | --------- |
| Winnaar | José Joaquín Rojas  | Team Movistar       | 03u18'59" |
| 2       | Gorka Izagirre      | Euskaltel-Euskadi   | z.t.      |
| 3       | Juan José Cobo      | Geox-TMC            | z.t.      |
| 4       | Sebastian Langeveld | Rabobank            | z.t.      |
| 5       | Tony Martin         | Team HTC-High Road  | z.t.      |
| 6       | Francisco Ventoso   | Team Movistar       | z.t.      |
| 7       | Ryder Hesjedal      | Team Garmin-Cervélo | z.t.      |
| 8       | Danilo Di Luca      | Katjoesja           | z.t.      |
| 9       | Daniel Moreno       | Katjoesja           | z.t.      |
| 10      | Dries Devenyns      | Quickstep           | z.t.      |

### Trofeo Magaluf - Palmanova
| Plaats  | Naam               | Ploeg               | Tijd      |
| ------- | ------------------ | ------------------- | --------- |
| Winnaar | Murilo Fischer     | Team Garmin-Cervélo | 04u09'49" |
| 2       | Óscar Freire       | Rabobank            | z.t.      |
| 3       | José Joaquín Rojas | Team Movistar       | z.t.      |
| 4       | Francisco Ventoso  | Team Movistar       | z.t.      |
| 5       | Giacomo Nizzolo    | Team Leopard-Trek   | z.t.      |
| 6       | Tony Gallopin      | Cofidis             | z.t.      |
| 7       | Dario Cataldo      | Quickstep           | z.t.      |
| 8       | Klaas Lodewyck     | Omega Pharma-Lotto  | z.t.      |
| 9       | Tom Leezer         | Rabobank            | z.t.      |
| 10      | John Degenkolb     | Team HTC-High Road  | z.t.      |

1992 · 1993 · 1994 · 1995 · 1996 · 1997 · 1998 · 1999 · 2000 · 2001 · 2002 · 2003 · 2004 · 2005 · 2006 · 2007 · 2008 · 2009 · 2010 · 2011 · 2012 · 2013 · 2014 · 2015 · 2016 · 2017 · 2018 · 2019 · 2020 · 2021 · 2022 · 2023 · 2024 · 2025